# Пятое правительство Даладье
Пятое правительство Даладье́ — кабинет министров, правивший Францией с 13 сентября 1939 год по 20 марта 1940 года, в период Третьей французской республики, в следующем составе:
- Эдуар Даладье — председатель Совета министров, министр иностранных дел, министр национальной обороны и военный министр;
- Камиль Шотан — вице-председатель Совета министров;
- Альбер Сарро — министр внутренних дел;
- Поль Рейно — министр финансов;
- пост министра национальной экономики упразднён;
- Шарль Помаре — министр труда;
- Жорж Бонне — министр юстиции;
- Сезар Кампинши — министр военного флота;
- Альфонс Рио — министр торгового флота;
- Ги Ля Шамбр — министр авиации;
- Ивон Дельбос — министр национального образования;
- Рене Бесс — министр ветеранов и пенсионеров;
- Анри Кёй — министр сельского хозяйства;
- Жорж Мандель — министр колоний;
- Анатоль де Монзи — министр общественных работ;
- Марк Рюкар — министр здравоохранения;
- Альфред Жюль-Жюльен — министр почт, телеграфов и телефонов;
- Фернан Гентен — министр торговли;

Новые министерства:
- Рауль Дотри — министр вооружения.
- Жорж Перно — министр блокады.